# Alyssum davisianum
Alyssum davisianum là một loài thực vật có hoa trong họ Cải. Loài này được Dudley mô tả khoa học đầu tiên năm 1964.